# Premi Internacional de Poesia Rey Joan Carles I
El Premi Internacional de Poesia Rei Joan Carles I, ja desaparegut, era atorgat per l'Ajuntament de Marbella a un poemari en castellà, que publicaria l'editorial Visor. Alguns dels seus guanyadors en tota la seva història van ser José Ramón Ripoll, Ana Rosetti, Aurora Luque, Juan Carlos Suñén o José Antonio Mesa Toré.